# هجوم أشتوريا
هجوم أشتوريا أو هجوم أستورياس هو هجوم نفذته القوات المتمردة خلال الحرب الأهلية الإسبانية في سبتمبر 1937 ضد معقل الجمهوريين الواقع في منطقة أستورياس، وهي آخر منطقة لم يحتلها المتمردون على ساحل بحر كانتابريا. مع القلة العددية المحاصرة في منطقة صغيرة (على الرغم من الجبال الوعرة للحماية)، لم تستطع قوات الجيش الشعبي مقاومة تقدم فرانكو التي لديها وسائل قتالية أقوى من المدفعية والطيران.

## البداية
بعد هزائم الجمهوريين في بلباو وسانتاندير، تقلصت المنطقة الموالية للجمهورية على ساحل كانتابريا -وتسمى شعبيا من كلا الجانبين بالجبهة الشمالية- إلى جيب يتكون من جميع مناطق أستورياس تقريبًا، باستثناء أوفييدو وممر بري يربط تلك المدينة بغاليسيا، وهي المنطقة التي يسيطر عليها المتمردون منذ أكتوبر 1936.
وفي مارس 1937 بدأ المتمردون هجومهم الشمالي في اتجاه الشرق والغرب، فتسبب ذلك في إبعاد الجيب الجمهوري في كانتابريا عن بقية المنطقة الواقعة تحت سيطرة الجمهورية. وبالمثل فإن هجمات الجانب الجمهوري في يونيو ويوليو 1937 (معركة برونيت وهجوم سرقسطة لاحقًا) لم تخفف من ضغط المتمردين على الجبهة الشمالية. أدى سقوط سانتاندير في قبضة المتمردين في 26 أغسطس 1937 إلى تركيز جميع القوات الجمهورية في منطقة كانتابريا في أستورياس. المنطقة الأبعد عن بقية إسبانيا الجمهورية، مما جعل من الصعب للغاية التواصل بسرعة وإرسال تعزيزات من الطيران والمدفعية للمقاومة. كانت القوة الجمهورية الرئيسية هي الفيلق السابع عشر بقيادة المقدم ليناريس أرانزابي، وكان يضم 35,000 رجل و 600 رشاش و 150 مدفعية. وكان لدى الجمهوريين أيضًا بقايا الفيلق الرابع عشر للجيش التابع لفرنسيسكو غالان الذي تمكن من الفرار من الحصار في سانتاندير وضم 8,000-10,000 جندي و 30 قطعة مدفعية.